# ابن مسروق
أحمد بن محمد بن مسروق الطوسي أحد علماء أهل السنة والجماعة ومن أعلام التصوف السني في القرن الثالث الهجري، وصفه أبو عبد الرحمن السلمي الكوفي بأنه «من قدماء مشايخ القوم وجلّتهم»، ووصفه الذهبي بـ «الشيخ الزاهد الجليل الإمام شيخ الصوفية». أصله من أهل طوس وسكن بغداد وصحب الحارث المحاسبي، والسري السقطي، ومحمد بن منصور الطوسي، ومحمد بن الحسين البُرجلاني. أسند الحديث، فروى عن علي بن الجعد، وخلف بن هشام، وأحمد بن حنبل، وعلي بن المديني، ومن بعدهم. وروى عنه: أبو بكر الشافعي، وجعفر الخلدي، وحبيب القزاز، ومخلد الباقرحي، وابن عبيد العسكري، وأبو بكر الإسماعيلي، وآخرون.
يُروى أن الجنيد قد رأى في منامه رؤيا يقول فيها: «فرأيت قومُا من الأبدال في المنام فقلت: ببغداد أحد من الأولياء؟ قالوا: نعم، أبو العباس بن مسروق، فقلت متعجبًا: أبو العباس بن مسروق؟ فقالوا: نعم أبو العباس بن مسروق من أهل الأنس بالله عز وجل».

## من أقواله
- مَن راقبَ الله في خَطَرات قلبه، عصمه الله في حركات جوارحه.[4]
- إن الله وسم الدنيا بالوحشة، لئلا يكون أنس المطيعين إلا بالله عز وجل.[1]
- شجرةُ المعرفة تُسقَى بماء الفِكْرة. وشجرةُ الغفلة تُسْقَى بماء الجهل. وشجرة التوبةِ تُسقَى بماء الندامة. وشجرة المحبَّةِ تُسْقَى بماء الاتِّفاقِ والمراقبةِ والإيثارِ.[1]
- التصوف: خلو الاسرار مما منه بد، وتعلقها بما لا بد منه.[2]

## وفاته
توفي أبو العباس بن مسروق يوم الأحد 10 صفر سنة 298 هـ وقيل 299 هـ ودفن في مقابر باب حرب وبلغ أربعًا وثمانين سنة.